# Christiane Gjellerup Koch
Christiane Gjellerup Koch (født 11. marts 1966 i København) er en dansk skuespiller. 
Hun er datter af skuespilleren Eik Koch.
Christiane Gjellerup Koch er uddannet fra Skuespillerskolen ved Odense Teater 1994.
Spillede en årrække på Aalborg teater og derefter talrige store roller på københavnske scener,
bl.a. på det Det Kongelige Teater 2002-03.
- - Kalidoskop (2003)
- - Richard III (2006)
- - Et Drømmespil (2007 og 2008)
- - Påske (2008)
- - Matador (2008)
- - Mary Poppins (2010)